# Gervais (Oregon)
Gervais è una città degli Stati Uniti d'America, nella contea di Marion nello Stato dell'Oregon. Conta 2.250 abitanti.